# Live from the Atlantic Studios
Live from the Atlantic Studios ist ein Livealbum der australischen Hard-Rock-Band AC/DC. Es wurde am 18. November 1997 erstmals weltweit als Bestandteil des Bonfire-Box-Sets veröffentlicht.

## Hintergrund
Das Album wurde in den Atlantic Recording Studios in New York am 7. Dezember 1977 live aufgenommen und von George Young, dem Bruder der beiden Bandmitglieder Angus und Malcolm Young, produziert. Es erschien 1978 auf LP und erstmals offiziell 1986 auf CD, nach dem schon vorher verschiedene Raubpressungen mit Bonustracks auf CD veröffentlicht worden waren. 1997 wurde das Werk schließlich in der Bonfire-Box wiederaufgelegt.

## Titelliste
1. Live Wire (Angus Young, Malcolm Young, Bon Scott) – 6:20
2. Problem Child (Angus Young, Malcolm Young, Bon Scott) – 4:44
3. High Voltage (Angus Young, Malcolm Young, Bon Scott) – 6:01
4. Hell Ain’t a Bad Place to Be (Angus Young, Malcolm Young, Bon Scott) – 4:18
5. Dog Eat Dog (Angus Young, Malcolm Young, Bon Scott) – 4:46
6. The Jack (Angus Young, Malcolm Young, Bon Scott) – 8:41
7. Whole Lotta Rosie (Angus Young, Malcolm Young, Bon Scott) – 5:15
8. Rocker (Angus Young, Malcolm Young, Bon Scott) – 5:33